# Хельмольд III (граф Шверина)

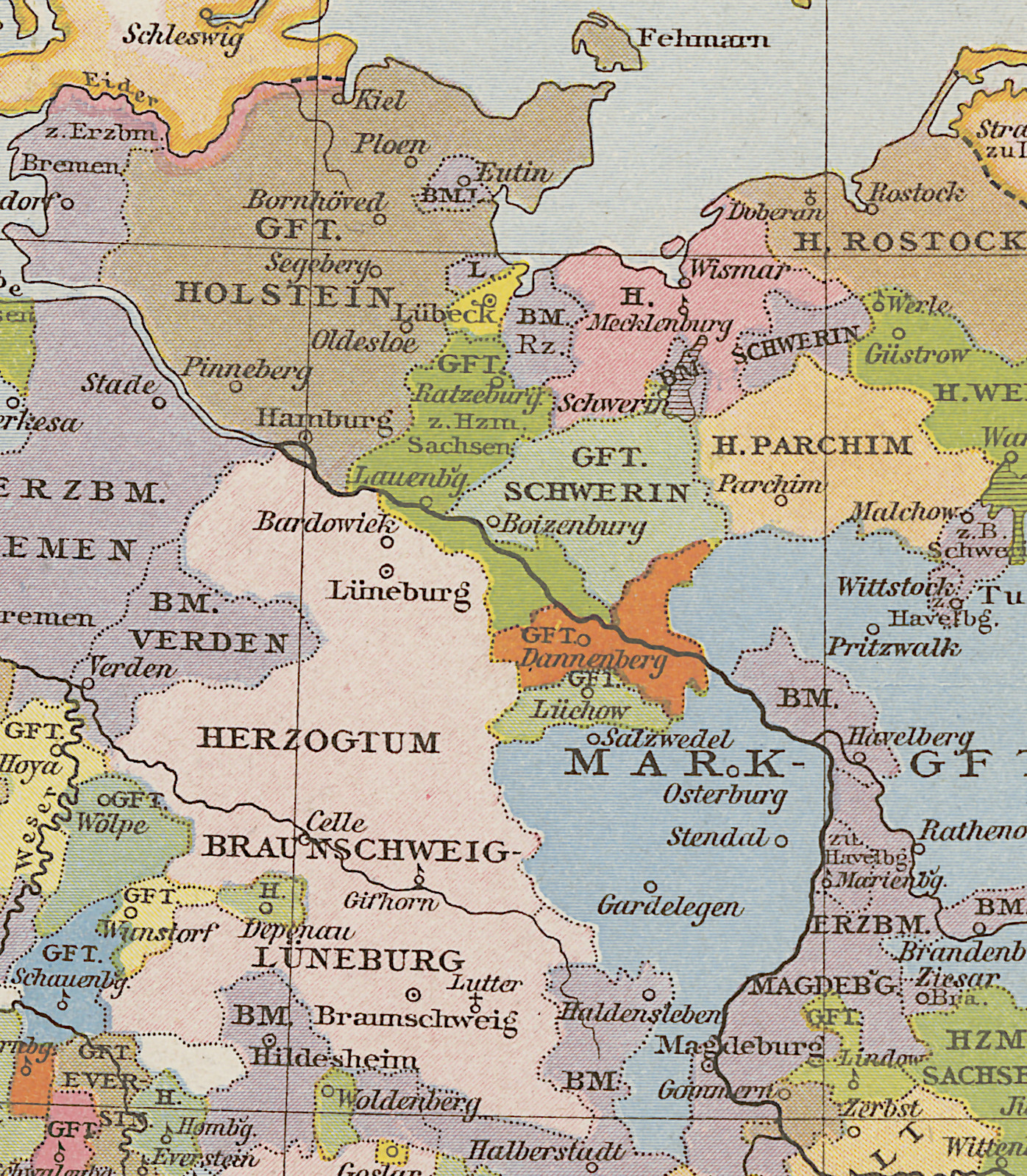
Шверинское графство (светло-зелёным цветом) на 1250 год

Хельмольд III (нем. Helmold III.; ок. 1245 — после 25 августа 1295) — граф Шверин-Нойштадта и Марнитца с 1274 года.
Сын Гунцелина III фон Шверин-Бойценбург и его жены Маргариты Мекленбургской.
Вместе с братом Николаем I наследовал отцу в 1274 году. При разделе 1282 года получил Шверин, Нойштадт и Марнитц, его брат — Бойценбург и Виттенбург.

## Семья
Хельмольд III был женат дважды.
Кто был его первой женой, установить не удалось. Известно, что 23 ноября 1264 года он был обручён с Матильдой (Мехтильдой), дочерью герцога Саксонии Альбрехта I. 9 июня 1266 года он был обручён с дочерью графа Адольфа фон Даннеберг.
От первой жены — двое детей:
- Гунцелин V (ум. 1307/1310), граф Шверина.
- Маргарита, монахиня.

Овдовев, Хельмольд III женился на Маргарите, дочери Эрика I, герцога Шлезвига (брачный контракт 27 ноября 1287). Сын:
- Генрих III (ум. 1344), граф Шверина.

Хельмольд III последний раз прижизненно упоминается в документе от 25 августа 1295 года. Он умер не позднее 1299 года.